# Список игровых кинофильмов СССР (1944)
Список завершённых советских игровых полнометражных и короткометражных фильмов 1944 года производства, снятых для коммерческого проката. В списке отсутствуют неигровые и мультипликационные кинофильмы, а также телефильмы и учебные фильмы, не выходившие в прокат.

## Список фильмов
Все фильмы звуковые, чёрно-белые, обычного формата, односерийные.
| Название (Альтернативное название)                       | Киностудия                                    | Республика         | Частей | Метраж     | Выход в прокат   | Режиссёр                               | Жанр                      | Примечание                          |        |
| -------------------------------------------------------- | --------------------------------------------- | ------------------ | ------ | ---------- | ---------------- | -------------------------------------- | ------------------------- | ----------------------------------- | ------ |
| Белорусский киноконцерт (Живи, родная Беларусь!)         | Белорусская киногруппа                        | Россия             | 6      | 1423       | 15 июня 1944     | Корш-Саблин Владимир, Садкович Николай | фильм-концерт             |                                     | [ 1 ]  |
| Большая земля                                            | Мосфильм                                      | Россия             | 10     | 2455       | Август 1944      | Герасимов Сергей                       | драма                     |                                     | [ 2 ]  |
| В 6 часов вечера после войны                             | Мосфильм                                      | Россия             | 13     | 2772       | 16 ноября 1944   | Пырьев Иван                            | мелодрама, драма, военный |                                     | [ 3 ]  |
| Волшебный кристалл                                       | Ашхабадская киностудия                        | Туркмения          | 6      | 1578       | Апрель 1945      | Атаханов Меред, Народицкий Абрам       | фильм-концерт             |                                     | [ 4 ]  |
| Дни и ночи                                               | Мосфильм                                      | Россия             | 11     | 2462       | 28 августа 1945  | Столпер Александр                      | драма, военный            |                                     | [ 5 ]  |
| Жила-была девочка                                        | Союздетфильм                                  | Россия             | 8      | 2016       | 18 декабря 1944  | Эйсымонт Виктор                        | драма, военный            |                                     | [ 6 ]  |
| Зоя                                                      | Союздетфильм                                  | Россия             | 9      | 2601       | 22 сентября 1944 | Арнштам Лео                            | драма, военный            |                                     | [ 7 ]  |
| Иван Грозный                                             | ЦОКС                                          | Казахстан          | 12     | 2745       | 16 января 1945   | Эйзенштейн Сергей                      | исторический, биография   |                                     | [ 8 ]  |
| Иван Никулин — русский матрос                            | Мосфильм                                      | Россия             | 11     | 2462       | 1 апреля 1945    | Савченко Игорь                         | драма, военный            |                                     | [ 9 ]  |
| Кащей Бессмертный                                        | Союздетфильм                                  | Россия             | 7      | 1813       | 27 мая 1945      | Роу Александр                          | сказка                    |                                     | [ 10 ] |
| Концерт пяти республик                                   | Ташкентская киностудия                        | Узбекистан         | 6      | 1655       | Октябрь 1944     | Сабитов Загид                          | фильм-концерт             |                                     | [ 11 ] |
| Малахов курган (Сцены обороны Севастополя 1941—1942 гг.) | Тбилисская киностудия                         | Грузия             | 10     | 2431       | 9 декабря 1944   | Зархи Александр, Хейфиц Иосиф          | драма, военный            |                                     | [ 12 ] |
| Морской батальон                                         | Ленфильм                                      | Россия             | 6; 8   | 1383; 2190 | Апрель 1946      | Минкин Адольф, Файнциммер Александр    | драма, военный            | Имеет две редакции разного метража. | [ 13 ] |
| Нашествие                                                | ЦОКС                                          | Казахстан          | 11     | 2745       | 22 февраля 1945  | Роом Абрам                             | драма, военный            |                                     | [ 14 ] |
| Небо Москвы                                              | Мосфильм                                      | Россия             | 10     | 2400       | 1 июня 1944      | Райзман Юлий                           | драма, военный            |                                     | [ 15 ] |
| Однажды ночью                                            | Ереванская киностудия                         | Армения            | 11     | 2195       | 1 мая 1945       | Барнет Борис                           | драма, военный            |                                     | [ 16 ] |
| Поединок                                                 | Союздетфильм                                  | Россия             | 8      | 2083       | 14 марта 1945    | Легошин Владимир                       | драма, военный            |                                     | [ 17 ] |
| Родные поля                                              | Мосфильм                                      | Россия             | 11     | 2588       | 7 февраля 1945   | Бабочкин Борис, Босулаев Анатолий      | драма, военный            |                                     | [ 18 ] |
| Свадьба                                                  | Тбилисская киностудия                         | Грузия             | 7      | 1755       | 14 февраля 1944  | Анненский Исидор                       | комедия                   |                                     | [ 19 ] |
| Сильва                                                   | Свердловская киностудия                       | Россия             | 9      | 2180       | Февраль 1945     | Ивановский Александр                   | фильм-оперетта, комедия   |                                     | [ 20 ] |
| Человек № 217                                            | Мосфильм, Ташкентская киностудия;             | Россия, Узбекистан | 11     | 2776       | 9 апреля 1945    | Ромм Михаил                            | драма, военный            |                                     | [ 21 ] |
| Черевички                                                | ЦОКС                                          | Казахстан          | 10     | 2305       | 21 апреля 1945   | Шапиро Михаил, Кошеверова Надежда      | фильм-опера, фэнтези      |                                     | [ 22 ] |
| Щит Джургая                                              | Тбилисская киностудия                         | Грузия             | 7      | 1878       | 27 июля 1944     | Долидзе Семён, Рондели Давид           | фильм-концерт, военный    |                                     | [ 23 ] |
| Юбилей                                                   | Мосфильм                                      | Россия             | 6      | 1093       | 14 июля 1944     | Петров Владимир                        | комедия                   |                                     | [ 24 ] |
| Я — черноморец!                                          | Ташкентская киностудия, Тбилисская киностудия | Узбекистан, Грузия | 9      | 2125       | 21 марта 1944    | Мачерет Александр                      | драма, военный            |                                     | [ 24 ] |

### Комментарии
1. ↑  Первая редакция.
2. ↑  Вторая редакция.
3. ↑  Первая редакция.
4. ↑  Вторая редакция.